# 0816 (Band)
0816 ist ein deutsches Raptrio aus Herdorf. Es besteht aus den Mitgliedern Amazing M, Youngstarr und Dobb W.

## Geschichte
Die drei Mitglieder der Gruppe begannen schon in ihrer Schulzeit, sich für Rap zu interessieren. Im Jahr 2004 schlossen sich die drei Rapper zur Formation 0816 zusammen. Sie veröffentlichten zuerst zahlreiche Lieder im Internet, ehe sie 2006 ein erstes Mixtape mit dem Titel MurdaMixTape zum kostenfreien Download online stellten. Durch dieses Release machte sich die Gruppe in der Region einen Namen. So ergaben sich für 0816 neue Möglichkeiten, was Aufnahmen und Produktionen betraf. Dazu kamen vermehrte Liveauftritte, beispielsweise im Vorprogramm von Olli Banjo, Franky Kubrick, Ercandize oder Manuellsen. Im Jahr 2008 folgte das Streetalbum Das hat euch grade noch gefehlt, welches wiederum kostenlos zum Download bereitstand. Daneben steuerten 0816 einige Sampler- und Featurebeiträge zu anderen Tonträgern bei.
Am 14. Mai 2010 erschien schließlich das Debütalbum Mit Mic & Seele. Die Beats stammen unter anderem von Fawzi Yamouni, Shao Beats, Airhan, Chriss Slick und Matze von Robot Rockerz, als Gäste sind B.E. und Phong Bak vertreten.

## Diskografie

### Alben
- 2010: Mit Mic & Seele (Flavmatic Records, Vertrieb: Rough Trade)

### Mixtapes
- 2006: MurdaMixTape (Freedownloadmixtape)
- 2008: Das hat euch grade noch gefehlt (Freedownloadmixtape)
- 2010: Mit Mic & Seele (Flavamatic Records, Vertrieb: Rough Trade)

### Samplerbeiträge und Featurings
- 2009: Heut ist alles egal auf Sein oder Nichtsein von B.E.
- 2010: Ready auf Rapschock – Das Mixtape von DJ Benzin
- 2010: Ich kann nicht anders auf Kennenlernrunde Vol. 9 von Herr Merkt